# 요한 레이선
요한 레이선(네덜란드어: Johan Leysen, 1950년 2월 19일 ~ 2023년 3월 30일)은 벨기에의 배우이다. 1977년에 배우가 된 후 130편 이상의 영화와 드라마에 출연했으며, 영화 《펠리스...펠리스...》로 1998년에 황금송아지상 남우주연상을 받았다.

## 출연 작품

### 영화
- 패스트 임퍼펙트 (2016년)
- 수베니어 (2016년)
- 마담 마리의 우아한 복수 (2015년)
- 선 오브 마인 (2015년)
- 이웃집에 신이 산다 (2015년)
- 오브세시브 리듬즈 (2013년)
- 버딕트 (2013년)
- 영 앤 뷰티풀 (2013년) - 조르주 역
- 스파이럴 (2012년)
- 포토 (2012년)
- 레퀴엠 포 어 킬러 (2011년) - 반 쿰만트 역
- 아메리칸 (2010년)
- 시스터 스마일 (2009년)
- 바타넨의 토끼 (2006년)
- 썸원 엘스 해피니스 (2005년)
- 미스터 론리 (2003년)
- 야콥과 마리의 이상한 여행 (2003년)
- 레드 사이렌 (2002년) - 트래비스 역
- 문라이트 (2002년)
- 타투 (2002년)
- 리자 (2001년)
- 포악한 영혼 (2001년)
- 늑대의 후예들 (2001년)
- 왕의 춤 (2000년)
- 미싱 링크 (1999년)
- 커미셔너 (1998년)
- 더 겜블러 (1997년)
- 대지의 토요일 (1996년)
- 파란 피 (1996년)
- 여왕 마고 (1994년)
- 스윙 재즈 (1993년)
- 하루의 질서 (1992년)
- 단스 (1992년)
- 닥터 존슨 (1992년)
- 로미오 (1990년)
- 가면 속의 아리아 (1989년)
- 어비스 (1988년)
- 마리아에게 경배를 (1985년)
- 깨진 거울 속의 여인들 (1984년) - 보스 역